# 都市生態学

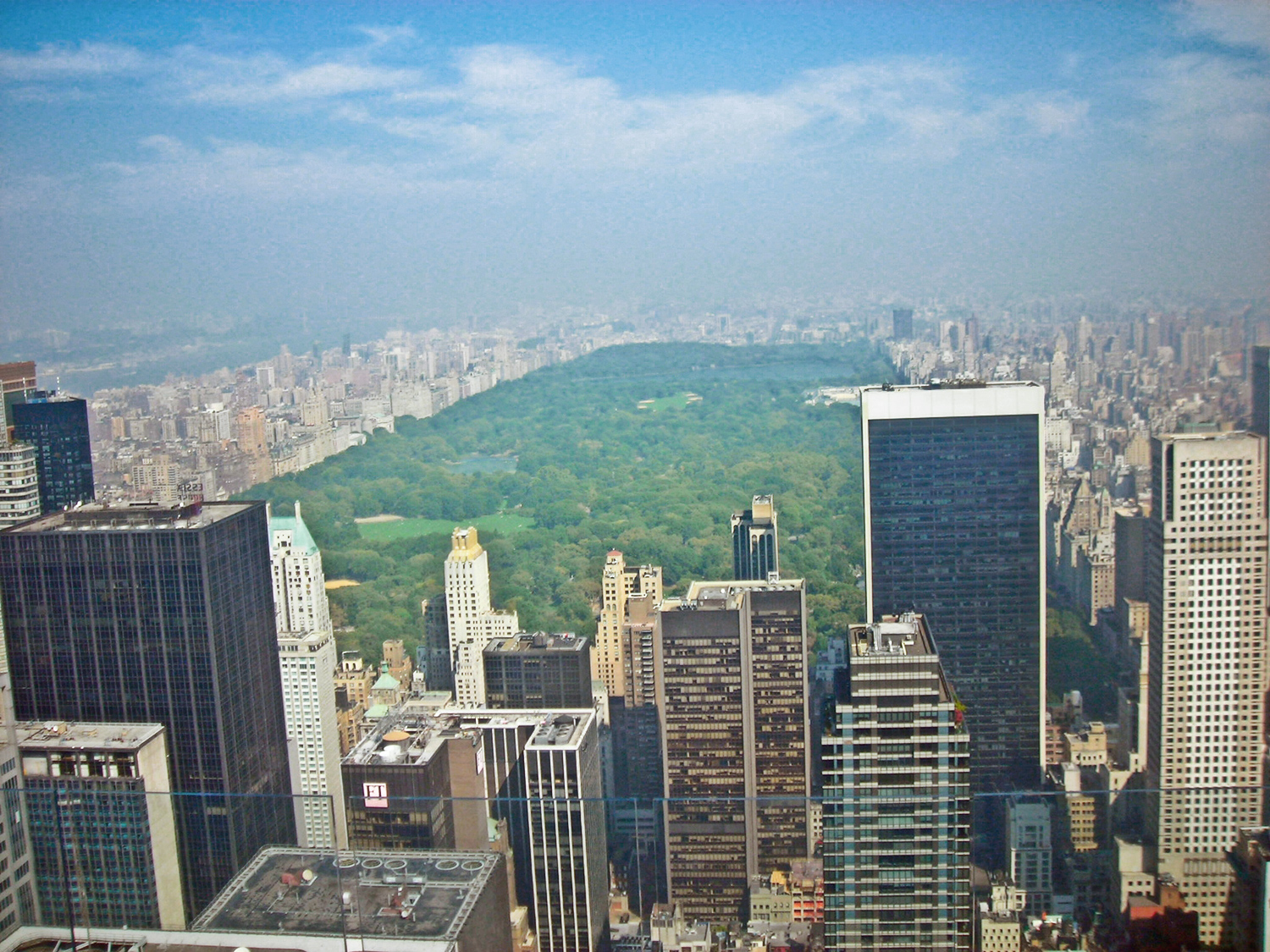
セントラルパークは、より大きな都市環境内の生態系の一部を表している

都市生態学 (Urban ecology) は、都市環境の文脈における生物同士の関係およびその周辺環境に関する科学的研究で都市環境とは高密度の住宅用および商業用建物、舗装された地表面といった生態学の分野でこれまでに研究されたほとんどの環境とは異なる独自の景観を生み出すその他の都市関連要因によって支配される環境を指している。

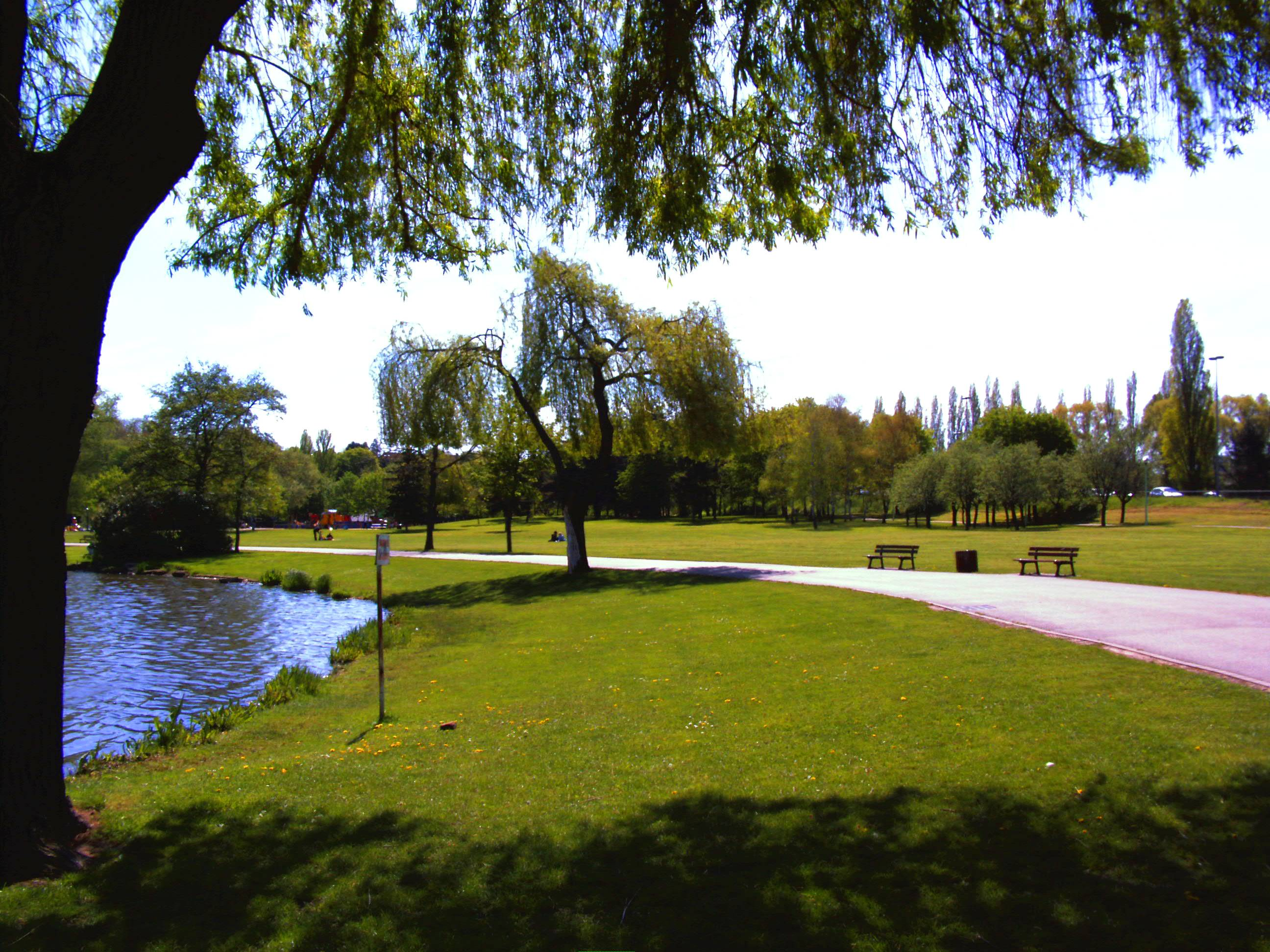
70年代初頭のメッツの中心部における重要な小川の庭園の創設は、都市生態学に関するジャン＝マリー・ペルトの作品の具体化の一つ

エコロジーは歴史的に「自然のままの」自然環境に焦点を当ててきたが、1970年代までに多くのエコロジストが都市環境によって引き起こされる生態学的相互作用に関心を向け始める。Jean-Marie Peltの1977年の書籍The Re-Naturalized Human、 Brian Davisの1978年出版物都市化と昆虫の多様性 、およびSukopp et alの1979年の記事「ベルリンの土壌、動植物および植生荒地｣ は、都市生態学の重要性を生態学の別の明確な形態として人口生態学とは異なる風景生態学と同じように認識している初期出版物の一つ。FormanとGodronの1986年の著書 『 Landscape Ecology』 で、すべての景観を5つの広いタイプに分類することによって、都会の環境と景観を他の景観と区別した。これらのタイプは、自然のままの自然環境、から都心部までの範囲にわたる人間の影響の強度によって分類された。